# Hyphoderma pilisetum
Hyphoderma pilisetum är en svampart som först beskrevs av Edward Angus Burt, och fick sitt nu gällande namn av Liberta 1968. Hyphoderma pilisetum ingår i släktet Hyphoderma och familjen Meruliaceae.   Inga underarter finns listade i Catalogue of Life.